# Championnat du monde de snooker 2023
Le Championnat du monde 2023 est un tournoi Majeur de snooker comptant pour la saison 2022-2023. L'épreuve se déroule du 15 avril 2023 (phase finale) au 1er mai 2023 au Crucible Theatre de Sheffield, en Angleterre. Elle est organisée par la WPBSA et parrainée pour la première fois par la société de vente de voitures en ligne britannique Cazoo.

## Déroulement

### Contexte avant le tournoi
L'Anglais Ronnie O'Sullivan est le tenant du titre, après avoir glané un 7e titre mondial l'an passé face à Judd Trump sur le score de 18 manches à 13 en finale.
Ce tournoi se présente comme la troisième et dernière épreuve de la Triple Couronne (Triple Crown en anglais), un ensemble de trois tournois britanniques de snooker universellement reconnus comme étant les plus prestigieux. Les autres tournois constituant la Triple Couronne sont le Championnat du Royaume-Uni qui s'est déroulé en novembre 2022 et le Masters qui s'est tenu en janvier 2023. Les joueurs qui ont remporté au moins une fois ces trois tournois arborent une couronne dorée brodée sur leur veston.

### Faits marquants
L'anglais Mark Selby réalise le 1er break maximum 147 en finale au bout de la 16e frame face à Luca Brecel. Le tenant du titre Ronnie O'Sullivan est éliminé dès les quarts de finale par le belge Luca Brecel 10-13. Le champion du monde 2010 Neil Robertson est éliminé par le gallois Jak Jones 7-13. La finale entre Selby et Brecel est le dernier match arbitré par Brendan Moore.

## Dotation
La répartition des prix est la suivante :
Montant total : 2 395 000 £
- Vainqueur : 500 000 £
- Finaliste : 200 000 £
- Demi-finalistes : 100 000 £
- Qualifiés en quart de finale : 50 000 £
- Qualifiés en huitième de finale : 30 000 £
- Qualifiés en seizième de finale : 20 000 £
- Qualifiés au 4° tour des qualifications : 15 000 £
- Qualifiés au 3° tour des qualifications : 10 000 £
- Qualifiés au 2° tour des qualifications : 5 000 £
- Meilleure série (break) de l'ensemble du championnat : 15 000 £

Prix spécial cumulatif pour la réalisation de la série maximale ("highest break", 147 points) d'un montant de 10 000 £, porté à 40 000 £ si elle se déroule au Crucible Theatre.

## Joueurs qualifiés
Les seize premiers au classement mondial sont qualifiés directement pour le tableau final. Quel que soit son classement, le tenant du titre est automatiquement tête de série numéro 1, alors que les autres joueurs sont positionnés en fonction de leur classement fédéral. Les seize places restantes sont attribuées après des phases de qualification disputées en quatre tours.

## Résumé

### Qualifications

#### Trois premiers tours
Du 3 au 10 avril, sur 19 manches.
Cinq femmes sont engagées au premier tour des qualifications, mais aucune d'entre elles ne parvient à remporter son match : il s'agit de Reanne Evans (5-10), Ng On-yee (8-10), Mink Nutcharut (7-10), Rebecca Kenna (3-10) et la championne du monde en titre Baipat Siripaporn (3-10). On-yee a réalisé un break de 115 points, le plus élevé par une femme lors d'un championnat du monde.
Comme l'année dernière, le jeune gallois prometteur Liam Davies bat l'expérimenté irlandais Fergal O'Brien, sur le score de 10 manches à 8. Le jeune amateur Stan Moody remporte son premier match face à l'estonien Andres Petrov (10-7). Stephen Hendry est assez nettement battu par son neveu par alliance James Cahill, 10 manches à 4.
Il n'y aura pas de retour au Crucible Theatre pour les homonymes Michael White et Jimmy White, dominés respectivement par Aaron Hill (10-3) et Martin O'Donnell (10-4). Jimmy White conserve tout de même sa place sur le circuit professionnel sans avoir besoin d'une wildcard, une performance notable à 61 ans. Oliver Lines conserve quant à lui ses droits de jeu en s'imposant face à Michael Holt à l'issue d'une manche décisive.
Après deux victoires et après avoir mené 4-0 face à Pang Junxu, l'épopée de Ken Doherty prend fin au troisième tour sur le score de 10 manches à 6. Deux autres jeunes chinois, Si Jiahui et Wu Yize, enregistrent des victoires significatives contre Tom Ford (10-5) et Tian Pengfei (10-2). Anthony McGill perd une respotted black pour être mené 9-7 face à John Astley, mais l'écossais remporte les trois dernières manches pour accéder au Judgement Day.

#### Judgement Day
Le dernier tour des qualifications (appelé « Judgement Day » en anglais) se déroule sur deux jours, les 11 et 12 avril 2023, sur 19 manches. Les vainqueurs rencontrent les 16 qualifiés d'office pour entamer la phase finale.
Ryan Day bat Scott Donaldson sur le score de 10-0, l'écossais ayant concédé le match lors du premier intervalle à cause de tremblements. Donaldson s'en est expliqué sur les réseaux sociaux, indiquant que ces tremblements étaient des effets secondaires de sa vaccination contre la COVID-19, qu'il n'avait plus subis depuis plusieurs mois.
Le tableau principal comprendra cinq débutants cette année dont quatre joueurs chinois. Pang Junxu s'est défait de son compatriote Xu Si 10 manches à 5. Si Jiahui a battu Jordan Brown 10 manches à 7, à l'issue d'une dernière manche tendue avec les billes rose et noire engluées devant une poche. Wu Yize a retourné la situation face à Chris Wakelin pour s'imposer 10-8. Fan Zhengyi et Jak Jones ont créé de fortes surprises en dominant respectivement les expérimentés Stephen Maguire (10-6) et Barry Hawkins (10-8), mettant un terme à des participations ininterrompues depuis 2004 pour Maguire et depuis 2006 pour Hawkins.
Noppon Saengkham se défait de Zhang Anda à l'issue d'une manche décisive et d'une bataille sur la dernière bille noire, le thaïlandais ayant réussi un empochage longue distance pour le gain du match. Quant à Joe Perry et Mark Davis, deux joueurs expérimentés et amis, ils se sont également départagés lors d'une manche décisive : Davis remonte au score mais rate la bille rose, permettant à Perry d'empocher la bille rose et la bille noire, entérinant ainsi la relégation de Davis qui perd son statut de professionnel pour la première fois depuis 1991.

### Phases finales

#### Premier tour
Le premier tour a lieu 15 au 20 avril, au meilleur des 19 manches.
Ronnie O'Sullivan débute la défense de son titre face au chinois Pang Junxu. Il mène 5-0 mais Pang se rattrape à la fin de la session pour ramener le score à 6-3. O'Sullivan s'impose sans trembler sur le score de 10 manches à 7, il s'agit du premier match depuis 2013 dans les championnats du monde au cours duquel il ne réalise aucun century.
Luca Brecel obtient sa première victoire dans les championnats du monde après cinq défaites au premier tour. Il défait Ricky Walden en manche décisive. Joe Perry mène 7-2 à l'issue de la première session face à Robert Milkins, mais ce dernier remonte au score et s'impose 10-9. Mark Williams est mené 5-4 par Jimmy Robertson à l'issue de la première session, bien que le gallois ait marqué plus de 200 points supplémentaires. Williams rectifie le tir en remportant les six manches de la deuxième session pour s'imposer 10-5.
Neil Robertson devient le premier joueur de l'histoire à compiler deux breaks de 146 points lors d'une même rencontre. Il dispose aisément du chinois Wu Yize 10-3. Si l'on pouvait penser que Robertson et Day allaient se partager le prix du meilleur break, Kyren Wilson réalise un break royal de 147 points au cours de la 5e frame lors de son match contre Ryan Day. Il devient le neuvième joueur à réaliser cet exploit au Crucible.
Deux résultats « chocs » viennent clore ce premier tour. Le tenace écossais Anthony McGill défait Judd Trump sur le score de 10 manches à 6, Trump décrivant sa performance comme négligente. Si Jiahui sort l'homme en forme Shaun Murphy à l'issue d'une manche décisive, alors que nombre de spécialistes donnaient Murphy vainqueur du tournoi. Si a mené 7-4 puis 9-6 avant de se faire remonter par Murphy.
Le fait marquant de ce premier tour consiste en l'irruption de militants écologistes du collectif Just Stop Oil dans l'enceinte du Crucible Theatre. Si le premier a été empêché d'agir par l'arbitre Oliver Marteel, le second militant a sauté sur la table no 1 et y a déversé un sac rempli de poudre orange, avant d'être évacué par la sécurité. Le jeu a été interrompu et le tapis de cette table a dû être remplacé pour les matchs du lendemain.

#### Deuxième tour
Du 20 au 24 avril, sur 25 manches.
Plusieurs rencontres sont à sens unique. Ronnie O'Sullivan écarte Hossein Vafaei 13 manches à 2 en seulement deux sessions. Lors de la deuxième manche, l'iranien a cassé en explosant le triangle de billes rouges, comme l'avait fait O'Sullivan face à lui lors des qualifications du Masters d'Allemagne. Cette action a été critiquée par les pontes du snooker, dont Steve Davis qui a parlé d'un manque de respect pour le snooker. John Higgins s'impose sur le même score face à Kyren Wilson, en remportant notamment les dix premières manches.
Les débutants Si Jiahui et Jak Jones continuent de créer des surprises en dominant respectivement Robert Milkins (13-7) et Neil Robertson (13-7). Il s'agit de la première fois depuis 1988 que deux débutants atteignent le stade des quarts de finale. Dans le match le plus serré, Luca Brecel résiste à la remontée du triple champion du monde Mark Williams et s'impose 13 manches à 11.

#### Quarts de finale
Les 25 et 26 avril, sur 25 manches.
Le tenant du titre Ronnie O'Sullivan mène confortablement 6-2 puis 10-6 face à Luca Brecel, mais le belge hausse son niveau de jeu et commet moins d'erreurs lors de la 3e session. Brecel remporte sept manches consécutives et défait O'Sullivan 13 manches à 10.
La rencontre entre Anthony McGill et le débutant Si Jiahui est serrée du début à la fin. Le jeune joueur chinois s'impose à l'issue d'une manche décisive. L'autre débutant encore en course, Jak Jones, tient tête à Mark Allen au cours des vingt premières manches, puis Allen s'échappe pour gagner la rencontre 13-10. Il accède aux demi-finales pour la deuxième fois de sa carrière.
Dans le dernier quart de finale, John Higgins ne parvient pas à retrouver sa forme du tour précédent. Il est dominé toute la rencontre par Mark Selby qui s'impose 13-7.

#### Demi-finales
Du 27 au 29 avril, sur 33 manches.
La première demi-finale voit s'opposer Luca Brecel et Si Jiahui. Brecel n'avait jamais remporté de match au Crucible Theatre en cinq tentatives auparavant, mais il a déjà sorti deux anciens multiples champions du monde cette année. A 20 ans, Si est le premier débutant à atteindre les demi-finales depuis Andy Hicks en 1995. Le chinois domine très largement le début de match et mène 14-5, les critiques étant dithyrambiques à son sujet. Brecel réalise alors la plus grande remontée dans l'histoire du snooker en remportant 11 manches consécutives. Si réalise alors un century pour remonter à 16-15, mais c'est Luca Brecel qui s'impose et accède à la finale.
La seconde demi-finale voit s'opposer Mark Selby et le joueur de la saison Mark Allen. Les joueurs sont critiqués par la lenteur de leur rythme de jeu. Lors de la 2e session, seules 5 manches sont disputées au lieu des 8 prévues en raison de la longueur des manches, ce qui est une première pour une session ne concluant pas un match. Selby domine à la reprise et se positionne aux portes de la finale en menant 16-10. Allen ne se laisse pas abattre et remporte cinq manches à la suite, avant de s'incliner 17 manches à 15.

#### Finale
Les 30 et 1er mai, sur 35 manches.
Luca Brecel dispute sa première finale dans les championnats du monde, tandis que Mark Selby prend part à sa sixième finale et est à la recherche d'un cinquième titre mondial. Brecel fluke la première rouge et réalise un break de 77 points pour débuter le match. Il remporte la première session 6-2. Selby remonte au cours de la 2e session en réalisant notamment un break maximum, le deuxième seulement en finale d'un tournoi de la Triple Couronne. Le score est de 9 manches à 8 en faveur du belge au terme de la première journée.
Brecel débute la 3e session de belle manière en remportant quatre manches consécutives. Il compile quatre centuries et prend le large au score pour mener 15-10. Au commencement de l'ultime session, Brecel commet plusieurs erreurs de défense, ce qui permet à Selby de passer davantage de temps à la table et de retrouver confiance en son jeu. L'anglais remonte à 16-15 et fait figure de favori dans le money time du tournoi. C'est finalement Luca Brecel qui remporte son premier titre de champion du monde sur le score de 18 manches à 15, terminant sous l'ovation du public avec un century. Le belge devient également no 2 mondial, à courte distance de O'Sullivan.

## Tableau des phases finales
|  | 1er tour                   | 1er tour                   | 1er tour                   |                    |                   | 2e tour                    | 2e tour                    | 2e tour                    |  |  | Quarts de finale           | Quarts de finale           | Quarts de finale           |  |  | Demi-finales               | Demi-finales               | Demi-finales               |
|  | au meilleur des 19 manches | au meilleur des 19 manches | au meilleur des 19 manches |                    |                   | au meilleur des 25 manches | au meilleur des 25 manches | au meilleur des 25 manches |  |  | au meilleur des 25 manches | au meilleur des 25 manches | au meilleur des 25 manches |  |  | au meilleur des 33 manches | au meilleur des 33 manches | au meilleur des 33 manches |
|  |                            |                            |                            |                    |                   |                            |                            |                            |  |  |                            |                            |                            |  |  |                            |                            |                            |
|  |                            |                            |                            |                    |                   |                            |                            |                            |  |  |                            |                            |                            |  |  |                            |                            |                            |
|  |                            |                            |                            |                    |                   |                            |                            |                            |  |  |                            |                            |                            |  |  |                            |                            |                            |
|  | 1                          | Ronnie O'Sullivan          | 10                         |                    |                   |                            |                            |                            |  |  |                            |                            |                            |  |  |                            |                            |                            |
|  | 1                          | Ronnie O'Sullivan          | 10                         | 21, 22 et 23 avril |                   |                            |                            |                            |  |  |                            |                            |                            |  |  |                            |                            |                            |
|  | 33                         | Pang Junxu                 | 7                          |                    |                   |                            |                            |                            |  |  |                            |                            |                            |  |  |                            |                            |                            |
|  | 33                         | Pang Junxu                 | 7                          | 1                  | Ronnie O'Sullivan | 13                         |                            |                            |  |  |                            |                            |                            |  |  |                            |                            |                            |
|  | 16 et 17 avril             |                            |                            | 1                  | Ronnie O'Sullivan | 13                         |                            |                            |  |  |                            |                            |                            |  |  |                            |                            |                            |
|  |                            | 21                         | Hossein Vafaei             | 2                  |                   |                            |                            |                            |  |  |                            |                            |                            |  |  |                            |                            |                            |
|  | 16                         | 21                         | Hossein Vafaei             | 2                  | Ding Junhui       | 6                          |                            |                            |  |  |                            |                            |                            |  |  |                            |                            |                            |
|  | 16                         |                            |                            |                    | Ding Junhui       | 6                          | 25 et 26 avril             |                            |  |  |                            |                            |                            |  |  |                            |                            |                            |
|  | 21                         | Hossein Vafaei             | 10                         |                    |                   |                            |                            |                            |  |  |                            |                            |                            |  |  |                            |                            |                            |
|  | 21                         | Hossein Vafaei             | 10                         | 1                  | Ronnie O'Sullivan | 10                         |                            |                            |  |  |                            |                            |                            |  |  |                            |                            |                            |
|  | 15 et 16 avril             |                            |                            | 1                  | Ronnie O'Sullivan | 10                         |                            |                            |  |  |                            |                            |                            |  |  |                            |                            |                            |
|  |                            | 9                          | Luca Brecel                | 13                 |                   |                            |                            |                            |  |  |                            |                            |                            |  |  |                            |                            |                            |
|  | 9                          | 9                          | Luca Brecel                | 13                 | Luca Brecel       | 10                         |                            |                            |  |  |                            |                            |                            |  |  |                            |                            |                            |
|  | 9                          | 20 et 21 avril             |                            |                    | Luca Brecel       | 10                         |                            |                            |  |  |                            |                            |                            |  |  |                            |                            |                            |
|  | 22                         | Ricky Walden               | 9                          |                    |                   |                            |                            |                            |  |  |                            |                            |                            |  |  |                            |                            |                            |
|  | 22                         | Ricky Walden               | 9                          | 9                  | Luca Brecel       | 13                         |                            |                            |  |  |                            |                            |                            |  |  |                            |                            |                            |
|  | 16 et 17 avril             |                            |                            | 9                  | Luca Brecel       | 13                         |                            |                            |  |  |                            |                            |                            |  |  |                            |                            |                            |
|  |                            | 8                          | Mark Williams              | 11                 |                   |                            |                            |                            |  |  |                            |                            |                            |  |  |                            |                            |                            |
|  | 8                          | 8                          | Mark Williams              | 11                 | Mark Williams     | 10                         |                            |                            |  |  |                            |                            |                            |  |  |                            |                            |                            |
|  | 8                          |                            |                            |                    | Mark Williams     | 10                         | 27, 28 et 29 avril         |                            |  |  |                            |                            |                            |  |  |                            |                            |                            |
|  | 25                         | Jimmy Robertson            | 5                          |                    |                   |                            |                            |                            |  |  |                            |                            |                            |  |  |                            |                            |                            |
|  | 25                         | Jimmy Robertson            | 5                          | 9                  | Luca Brecel       | 17                         |                            |                            |  |  |                            |                            |                            |  |  |                            |                            |                            |
|  | 18 et 19 avril             |                            |                            | 9                  | Luca Brecel       | 17                         |                            |                            |  |  |                            |                            |                            |  |  |                            |                            |                            |
|  |                            | 74                         | Si Jiahui                  | 15                 |                   |                            |                            |                            |  |  |                            |                            |                            |  |  |                            |                            |                            |
|  | 5                          | 74                         | Si Jiahui                  | 15                 | Judd Trump        | 6                          |                            |                            |  |  |                            |                            |                            |  |  |                            |                            |                            |
|  | 5                          | 22, 23 et 24 avril         |                            |                    | Judd Trump        | 6                          |                            |                            |  |  |                            |                            |                            |  |  |                            |                            |                            |
|  | 19                         | Anthony McGill             | 10                         |                    |                   |                            |                            |                            |  |  |                            |                            |                            |  |  |                            |                            |                            |
|  | 19                         | Anthony McGill             | 10                         | 19                 | Anthony McGill    | 13                         |                            |                            |  |  |                            |                            |                            |  |  |                            |                            |                            |
|  | 18 et 19 avril             |                            |                            | 19                 | Anthony McGill    | 13                         |                            |                            |  |  |                            |                            |                            |  |  |                            |                            |                            |
|  |                            | 12                         | Jack Lisowski              | 8                  |                   |                            |                            |                            |  |  |                            |                            |                            |  |  |                            |                            |                            |
|  | 12                         | 12                         | Jack Lisowski              | 8                  | Jack Lisowski     | 10                         |                            |                            |  |  |                            |                            |                            |  |  |                            |                            |                            |
|  | 12                         |                            |                            |                    | Jack Lisowski     | 10                         | 25 et 26 avril             |                            |  |  |                            |                            |                            |  |  |                            |                            |                            |
|  | 30                         | Noppon Saengkham           | 7                          |                    |                   |                            |                            |                            |  |  |                            |                            |                            |  |  |                            |                            |                            |
|  | 30                         | Noppon Saengkham           | 7                          | 19                 | Anthony McGill    | 12                         |                            |                            |  |  |                            |                            |                            |  |  |                            |                            |                            |
|  | 18 et 20 avril             |                            |                            | 19                 | Anthony McGill    | 12                         |                            |                            |  |  |                            |                            |                            |  |  |                            |                            |                            |
|  |                            | 74                         | Si Jiahui                  | 13                 |                   |                            |                            |                            |  |  |                            |                            |                            |  |  |                            |                            |                            |
|  | 13                         | 74                         | Si Jiahui                  | 13                 | Robert Milkins    | 10                         |                            |                            |  |  |                            |                            |                            |  |  |                            |                            |                            |
|  | 13                         | 22, 23 et 24 avril         |                            |                    | Robert Milkins    | 10                         |                            |                            |  |  |                            |                            |                            |  |  |                            |                            |                            |
|  | 29                         | Joe Perry                  | 9                          |                    |                   |                            |                            |                            |  |  |                            |                            |                            |  |  |                            |                            |                            |
|  | 29                         | Joe Perry                  | 9                          | 13                 | Robert Milkins    | 7                          |                            |                            |  |  |                            |                            |                            |  |  |                            |                            |                            |
|  | 19 et 20 avril             |                            |                            | 13                 | Robert Milkins    | 7                          |                            |                            |  |  |                            |                            |                            |  |  |                            |                            |                            |
|  |                            | 74                         | Si Jiahui                  | 13                 |                   |                            |                            |                            |  |  |                            |                            |                            |  |  |                            |                            |                            |
|  | 4                          | 74                         | Si Jiahui                  | 13                 | Shaun Murphy      | 9                          |                            |                            |  |  |                            |                            |                            |  |  |                            |                            |                            |
|  | 4                          |                            |                            |                    |                   | 9                          |                            |                            |  |  |                            |                            |                            |  |  |                            |                            |                            |
|  | 74                         | Si Jiahui                  | 10                         |                    |                   |                            |                            |                            |  |  |                            |                            |                            |  |  |                            |                            |                            |
|  | 74                         | Si Jiahui                  | 10                         |                    |                   |                            |                            |                            |  |  |                            |                            |                            |  |  |                            |                            |                            |
|  | 17 avril                   |                            |                            |                    |                   |                            |                            |                            |  |  |                            |                            |                            |  |  |                            |                            |                            |
|  |                            |                            |                            |                    |                   |                            |                            |                            |  |  |                            |                            |                            |  |  |                            |                            |                            |
|  | 3                          | Mark Allen                 | 10                         |                    |                   |                            |                            |                            |  |  |                            |                            |                            |  |  |                            |                            |                            |
|  | 3                          | Mark Allen                 | 10                         | 20, 21 et 22 avril |                   |                            |                            |                            |  |  |                            |                            |                            |  |  |                            |                            |                            |
|  | 34                         | Fan Zhengyi                | 5                          |                    |                   |                            |                            |                            |  |  |                            |                            |                            |  |  |                            |                            |                            |
|  | 34                         | Fan Zhengyi                | 5                          | 3                  | Mark Allen        | 13                         |                            |                            |  |  |                            |                            |                            |  |  |                            |                            |                            |
|  | 15 et 16 avril             |                            |                            | 3                  | Mark Allen        | 13                         |                            |                            |  |  |                            |                            |                            |  |  |                            |                            |                            |
|  |                            | 14                         | Stuart Bingham             | 4                  |                   |                            |                            |                            |  |  |                            |                            |                            |  |  |                            |                            |                            |
|  | 14                         | 14                         | Stuart Bingham             | 4                  | Stuart Bingham    | 10                         |                            |                            |  |  |                            |                            |                            |  |  |                            |                            |                            |
|  | 14                         |                            |                            |                    | Stuart Bingham    | 10                         | 25 et 26 avril             |                            |  |  |                            |                            |                            |  |  |                            |                            |                            |
|  | 20                         | David Gilbert              | 4                          |                    |                   |                            |                            |                            |  |  |                            |                            |                            |  |  |                            |                            |                            |
|  | 20                         | David Gilbert              | 4                          | 3                  | Mark Allen        | 13                         |                            |                            |  |  |                            |                            |                            |  |  |                            |                            |                            |
|  | 15 et 16 avril             |                            |                            | 3                  | Mark Allen        | 13                         |                            |                            |  |  |                            |                            |                            |  |  |                            |                            |                            |
|  |                            | 50                         | Jak Jones                  | 10                 |                   |                            |                            |                            |  |  |                            |                            |                            |  |  |                            |                            |                            |
|  | 11                         | 50                         | Jak Jones                  | 10                 | Ali Carter        | 6                          |                            |                            |  |  |                            |                            |                            |  |  |                            |                            |                            |
|  | 11                         | 21 et 22 avril             |                            |                    | Ali Carter        | 6                          |                            |                            |  |  |                            |                            |                            |  |  |                            |                            |                            |
|  | 50                         | Jak Jones                  | 10                         |                    |                   |                            |                            |                            |  |  |                            |                            |                            |  |  |                            |                            |                            |
|  | 50                         | Jak Jones                  | 10                         | 50                 | Jak Jones         | 13                         |                            |                            |  |  |                            |                            |                            |  |  |                            |                            |                            |
|  | 15 et 16 avril             |                            |                            | 50                 | Jak Jones         | 13                         |                            |                            |  |  |                            |                            |                            |  |  |                            |                            |                            |
|  |                            | 6                          | Neil Robertson             | 7                  |                   |                            |                            |                            |  |  |                            |                            |                            |  |  |                            |                            |                            |
|  | 6                          | 6                          | Neil Robertson             | 7                  | Neil Robertson    | 10                         |                            |                            |  |  |                            |                            |                            |  |  |                            |                            |                            |
|  | 6                          |                            |                            |                    | Neil Robertson    | 10                         | 27, 28 et 29 avril         |                            |  |  |                            |                            |                            |  |  |                            |                            |                            |
|  | 58                         | Wu Yize                    | 3                          |                    |                   |                            |                            |                            |  |  |                            |                            |                            |  |  |                            |                            |                            |
|  | 58                         | Wu Yize                    | 3                          | 3                  | Mark Allen        | 15                         |                            |                            |  |  |                            |                            |                            |  |  |                            |                            |                            |
|  | 19 avril                   |                            |                            | 3                  | Mark Allen        | 15                         |                            |                            |  |  |                            |                            |                            |  |  |                            |                            |                            |
|  |                            | 2                          | Mark Selby                 | 17                 |                   |                            |                            |                            |  |  |                            |                            |                            |  |  |                            |                            |                            |
|  | 7                          | 2                          | Mark Selby                 | 17                 | Kyren Wilson      | 10                         |                            |                            |  |  |                            |                            |                            |  |  |                            |                            |                            |
|  | 7                          | 23 et 24 avril             |                            |                    | Kyren Wilson      | 10                         |                            |                            |  |  |                            |                            |                            |  |  |                            |                            |                            |
|  | 17                         | Ryan Day                   | 5                          |                    |                   |                            |                            |                            |  |  |                            |                            |                            |  |  |                            |                            |                            |
|  | 17                         | Ryan Day                   | 5                          | 7                  | Kyren Wilson      | 2                          |                            |                            |  |  |                            |                            |                            |  |  |                            |                            |                            |
|  | 17 et 18 avril             |                            |                            | 7                  | Kyren Wilson      | 2                          |                            |                            |  |  |                            |                            |                            |  |  |                            |                            |                            |
|  |                            | 10                         | John Higgins               | 13                 |                   |                            |                            |                            |  |  |                            |                            |                            |  |  |                            |                            |                            |
|  | 10                         | 10                         | John Higgins               | 13                 | John Higgins      | 10                         |                            |                            |  |  |                            |                            |                            |  |  |                            |                            |                            |
|  | 10                         |                            |                            |                    | John Higgins      | 10                         | 25 et 26 avril             |                            |  |  |                            |                            |                            |  |  |                            |                            |                            |
|  | 37                         | David Grace                | 3                          |                    |                   |                            |                            |                            |  |  |                            |                            |                            |  |  |                            |                            |                            |
|  | 37                         | David Grace                | 3                          | 10                 | John Higgins      | 7                          |                            |                            |  |  |                            |                            |                            |  |  |                            |                            |                            |
|  | 18 avril                   |                            |                            | 10                 | John Higgins      | 7                          |                            |                            |  |  |                            |                            |                            |  |  |                            |                            |                            |
|  |                            | 2                          | Mark Selby                 | 13                 |                   |                            |                            |                            |  |  |                            |                            |                            |  |  |                            |                            |                            |
|  | 15                         | 2                          | Mark Selby                 | 13                 | Gary Wilson       | 10                         |                            |                            |  |  |                            |                            |                            |  |  |                            |                            |                            |
|  | 15                         | 22, 23 et 24 avril         |                            |                    | Gary Wilson       | 10                         |                            |                            |  |  |                            |                            |                            |  |  |                            |                            |                            |
|  | 56                         | Elliot Slessor             | 8                          |                    |                   |                            |                            |                            |  |  |                            |                            |                            |  |  |                            |                            |                            |
|  | 56                         | Elliot Slessor             | 8                          | 15                 | Gary Wilson       | 7                          |                            |                            |  |  |                            |                            |                            |  |  |                            |                            |                            |
|  | 19 et 20 avril             |                            |                            | 15                 | Gary Wilson       | 7                          |                            |                            |  |  |                            |                            |                            |  |  |                            |                            |                            |
|  |                            | 2                          | Mark Selby                 | 13                 |                   |                            |                            |                            |  |  |                            |                            |                            |  |  |                            |                            |                            |
|  | 2                          | 2                          | Mark Selby                 | 13                 | Mark Selby        | 10                         |                            |                            |  |  |                            |                            |                            |  |  |                            |                            |                            |
|  | 2                          |                            |                            |                    |                   | 10                         |                            |                            |  |  |                            |                            |                            |  |  |                            |                            |                            |
|  | 27                         | Matthew Selt               | 8                          |                    |                   |                            |                            |                            |  |  |                            |                            |                            |  |  |                            |                            |                            |
|  | 27                         | Matthew Selt               | 8                          |                    |                   |                            |                            |                            |  |  |                            |                            |                            |  |  |                            |                            |                            |

| Finale (au meilleur des 35 manches) Crucible Theatre, Sheffield, 30 avril et 1er mai Arbitre : Brendan Moore |                                         |            |
| Luca Brecel                                                                                                  | 18- 15                                  | Mark Selby |
| 9 5 141 | Demi-centuries Centuries Meilleur break | 9 3 147    |
| Luca Brecel remporte le Championnat du monde 2023                                                            |                                         |            |

## Finale
La finale se joue au meilleur des 35 manches. Les sessions se déroulent selon le format suivant : 8 manches pour la 1re session, 9 pour la 2e session, au maximum 8 pour la 3e session (si chaque finaliste remporte au moins 7 manches) et au maximum 10 pour la 4e session (en cas de manche décisive). 
| Joueur      | Manche 1  | Manche 2 | Manche 3  | Manche 4  | Manche 5 | Manche 6 | Manche 7  | Manche 8  | Manche 9 | Manche 10 | Session | Cumul |
| ----------- | --------- | -------- | --------- | --------- | -------- | -------- | --------- | --------- | -------- | --------- | ------- | ----- |
| Session 1   |           |          |           |           |          |          |           |           |          |           |         |       |
| Luca Brecel | 77 (77)   | 79       | 90 (90)   | 38        | 90 (67)  | 71       | 9         | 70 (70)   | -        | -         | 6       | 6     |
| Mark Selby  | 0         | 39       | 28        | 94 (54)   | 23       | 55       | 66 (62)   | 6         | -        | -         | 2       | 2     |
| Session 2   |           |          |           |           |          |          |           |           |          |           |         |       |
| Luca Brecel | 0         | 126 (99) | 12        | 50        | 72 (72)  | 67 (67)  | 1         | 0         | 48       | -         | 3       | 9     |
| Mark Selby  | 134 (134) | 14       | 96 (96)   | 67        | 4        | 19       | 76 (61)   | 147 (147) | 71       | -         | 6       | 8     |
| Session 3   |           |          |           |           |          |          |           |           |          |           |         |       |
| Luca Brecel | 113 (113) | 73       | 101 (101) | 141 (141) | 35       | 56       | 119 (119) | 60        | -        | -         | 6       | 15    |
| Mark Selby  | 24        | 0        | 35        | 0         | 86 (63)  | 78 (54)  | 0         | 40        | -        | -         | 2       | 10    |
| Session 4   |           |          |           |           |          |          |           |           |          |           |         |       |
| Luca Brecel | 67 (67)   | 20       | 36        | 0         | 0        | 0        | 66 (51)   | 112 (112) |          |           | 3       | 18    |
| Mark Selby  | 0         | 78 (78)  | 50        | 122 (122) | 81 (50)  | 95 (52)  | 2         | 0         |          |           | 5       | 15    |

Entre parenthèses les centuries et demi-centuries.

## Qualifications
128 joueurs participent aux quatre tours de qualifications à l'issue desquels il n'en reste que 16 qui disputeront le tournoi principal au Crucible Theatre de Sheffield. Les qualifications se déroulent du 3 au 12 avril 2023 à l'English Institute of Sport à Sheffield. 
Le tournoi de qualification est tenu selon le même format que la saison précédente. Les joueurs entrent dans la compétition de façon échelonnée :
- 1er tour : 32 têtes de séries (65 à 96) dont les classements mondiaux vont de la 81e à 112e place sont opposées à 32 autres joueurs invités, amateurs et professionnels moins bien classés ;
- 2e tour : les 32 joueurs qualifiés du tour précédent affrontent 32 joueurs classés entre les 49e et 80e places (têtes de séries 33 à 64) ;
- 3e tour : les 32 joueurs qualifiés du tour précédent affrontent 32 joueurs classés entre les 17e et 48e places (têtes de séries 1 à 32) ;
- 4e tour : il oppose les 32 rescapés du 3e tour. Les 16 vainqueurs sont qualifiés pour le tournoi principal.

Cependant, le World Snooker Tour a annoncé qu'à partir de 2023, tous les tours de qualification se disputeraient au format classique utilisé avant la pandémie de Covid-19, c'est-à-dire au meilleur des 19 manches. En revanche, les têtes de série restent inchangées.
|  | 1er tour au meilleur des 19 manches | 1er tour au meilleur des 19 manches | 1er tour au meilleur des 19 manches |  |  | 2e tour au meilleur des 19 manches | 2e tour au meilleur des 19 manches | 2e tour au meilleur des 19 manches |  |  | 3e tour au meilleur des 19 manches | 3e tour au meilleur des 19 manches | 3e tour au meilleur des 19 manches |  |    | 4e tour au meilleur des 19 manches | 4e tour au meilleur des 19 manches | 4e tour au meilleur des 19 manches |
|  |                                     |                                     |                                     |  |  |                                    |                                    |                                    |  |  |                                    |                                    |                                    |  |    |                                    |                                    |                                    |
|  | 81                                  | Ashley Hugill                       | 10                                  |  |  | 80                                 | Lukas Kleckers                     | 8                                  |  |  | 17                                 | Ryan Day                           | 10                                 |  |    |                                    |                                    |                                    |
|  | a                                   | George Pragnell                     | 8                                   |  |  | 81                                 | Ashley Hugill                      | 10                                 |  |  | 81                                 | Ashley Hugill                      | 8                                  |  |    | 17                                 | Ryan Day                           | 10                                 |
|  | 112                                 | Fergal O'Brien                      | 8                                   |  |  | 49                                 | Scott Donaldson                    | 10                                 |  |  | 48                                 | Yuan Sijun                         | 7                                  |  | 49 | Scott Donaldson                    | 0                                  |                                    |
|  | a                                   | Liam Davies                         | 10                                  |  |  | a                                  | Liam Davies                        | 1                                  |  |  | 49                                 | Scott Donaldson                    | 10                                 |  |    |                                    |                                    |                                    |
|  |                                     |                                     |                                     |  |  |                                    |                                    |                                    |  |  |                                    |                                    |                                    |  |    |                                    |                                    |                                    |
|  | 96                                  | Zak Surety                          | 10                                  |  |  | 65                                 | Xu Si                              | 10                                 |  |  | 32                                 | Jamie Jones                        | 7                                  |  |    |                                    |                                    |                                    |
|  | a                                   | Farakh Ajaib                        | 6                                   |  |  | 96                                 | Zak Surety                         | 4                                  |  |  | 65                                 | Xu Si                              | 10                                 |  |    | 65                                 | Xu Si                              | 5                                  |
|  | 97                                  | Ken Doherty                         | 10                                  |  |  | 64                                 | Hammad Miah                        | 6                                  |  |  | 33                                 | Pang Junxu                         | 10                                 |  | 33 | Pang Junxu                         | 10                                 |                                    |
|  |                                     | Reanne Evans                        | 5                                   |  |  | 97                                 | Ken Doherty                        | 10                                 |  |  | 97                                 | Ken Doherty                        | 6                                  |  |    |                                    |                                    |                                    |
|  |                                     |                                     |                                     |  |  |                                    |                                    |                                    |  |  |                                    |                                    |                                    |  |    |                                    |                                    |                                    |
|  | 104                                 | Ng On-yee                           | 8                                   |  |  | 57                                 | Oliver Lines                       | 10                                 |  |  | 40                                 | Anthony Hamilton                   | 10                                 |  |    |                                    |                                    |                                    |
|  | a                                   | Michael Holt                        | 10                                  |  |  | a                                  | Michael Holt                       | 9                                  |  |  | 57                                 | Oliver Lines                       | 9                                  |  |    | 40                                 | Anthony Hamilton                   | 2                                  |
|  | 89                                  | Ben Mertens                         | 10                                  |  |  | 72                                 | Julien Leclercq                    | 6                                  |  |  | 25                                 | Jimmy Robertson                    | 10                                 |  | 25 | Jimmy Robertson                    | 10                                 |                                    |
|  |                                     | Victor Sarkis                       | 3                                   |  |  | 89                                 | Ben Mertens                        | 10                                 |  |  | 89                                 | Ben Mertens                        | 6                                  |  |    |                                    |                                    |                                    |
|  |                                     |                                     |                                     |  |  |                                    |                                    |                                    |  |  |                                    |                                    |                                    |  |    |                                    |                                    |                                    |
|  | 105                                 | Ryan Thomerson                      | 8                                   |  |  | 56                                 | Elliot Slessor                     | 10                                 |  |  | 41                                 | Liam Highfield                     | 9                                  |  |    |                                    |                                    |                                    |
|  | a                                   | Ian Martin                          | 10                                  |  |  | a                                  | Ian Martin                         | 3                                  |  |  | 56                                 | Elliot Slessor                     | 10                                 |  |    | 56                                 | Elliot Slessor                     | 10                                 |
|  | 88                                  | James Cahill                        | 10                                  |  |  | 73                                 | Lei Peifan                         | 6                                  |  |  | 24                                 | Zhou Yuelong                       | 10                                 |  | 24 | Zhou Yuelong                       | 5                                  |                                    |
|  |                                     | Stephen Hendry                      | 4                                   |  |  | 88                                 | James Cahill                       | 10                                 |  |  | 88                                 | James Cahill                       | 4                                  |  |    |                                    |                                    |                                    |
|  |                                     |                                     |                                     |  |  |                                    |                                    |                                    |  |  |                                    |                                    |                                    |  |    |                                    |                                    |                                    |
|  | 85                                  | Andrew Pagett                       | 10                                  |  |  | 76                                 | Duane Jones                        | 7                                  |  |  | 21                                 | Hossein Vafaei                     | 10                                 |  |    |                                    |                                    |                                    |
|  | a                                   | Gao Yang                            | 9                                   |  |  | 85                                 | Andrew Pagett                      | 10                                 |  |  | 85                                 | Andrew Pagett                      | 4                                  |  |    | 21                                 | Hossein Vafaei                     | 10                                 |
|  | 108                                 | Oliver Brown                        | 5                                   |  |  | 53                                 | Jackson Page                       | 10                                 |  |  | 44                                 | Martin Gould                       | 6                                  |  | 53 | Jackson Page                       | 6                                  |                                    |
|  | a                                   | Ross Muir                           | 10                                  |  |  | a                                  | Ross Muir                          | 2                                  |  |  | 53                                 | Jackson Page                       | 10                                 |  |    |                                    |                                    |                                    |
|  |                                     |                                     |                                     |  |  |                                    |                                    |                                    |  |  |                                    |                                    |                                    |  |    |                                    |                                    |                                    |
|  | 92                                  | Andy Lee                            | 3                                   |  |  | 69                                 | Louis Heathcote                    | 7                                  |  |  | 28                                 | Joe O'Connor                       | 8                                  |  |    |                                    |                                    |                                    |
|  | a                                   | Andrew Higginson                    | 10                                  |  |  | a                                  | Andrew Higginson                   | 10                                 |  |  | a                                  | Andrew Higginson                   | 10                                 |  |    | a                                  | Andrew Higginson                   | 5                                  |
|  | 101                                 | Sean O'Sullivan                     | 10                                  |  |  | 60                                 | David Grace                        | 10                                 |  |  | 37                                 | Sam Craigie                        | 8                                  |  | 37 | David Grace                        | 10                                 |                                    |
|  | a                                   | Liam Graham                         | 9                                   |  |  | 101                                | Sean O'Sullivan                    | 8                                  |  |  | 60                                 | David Grace                        | 10                                 |  |    |                                    |                                    |                                    |
|  |                                     |                                     |                                     |  |  |                                    |                                    |                                    |  |  |                                    |                                    |                                    |  |    |                                    |                                    |                                    |
|  | 100                                 | Peng Yisong                         | 4                                   |  |  | 61                                 | Mark Davis                         | 10                                 |  |  | 36                                 | Lü Haotian                         | 8                                  |  |    |                                    |                                    |                                    |
|  | a                                   | Michael Georgiou                    | 10                                  |  |  | a                                  | Michael Georgiou                   | 8                                  |  |  | 61                                 | Mark Davis                         | 10                                 |  |    | 61                                 | Mark Davis                         | 9                                  |
|  | 93                                  | Sanderson Lam                       | 10                                  |  |  | 68                                 | Mitchell Mann                      | 5                                  |  |  | 29                                 | Joe Perry                          | 10                                 |  | 29 | Joe Perry                          | 10                                 |                                    |
|  | a                                   | Liam Pullen                         | 7                                   |  |  | 93                                 | Sanderson Lam                      | 10                                 |  |  | 93                                 | Sanderson Lam                      | 8                                  |  |    |                                    |                                    |                                    |
|  |                                     |                                     |                                     |  |  |                                    |                                    |                                    |  |  |                                    |                                    |                                    |  |    |                                    |                                    |                                    |
|  | 109                                 | Dechawat Poomjaeng                  | 10                                  |  |  | 52                                 | Matthew Stevens                    | 10                                 |  |  | 45                                 | Jamie Clarke                       | 3                                  |  |    |                                    |                                    |                                    |
|  |                                     | Mink Nutcharut                      | 7                                   |  |  | 109                                | Dechawat Poomjaeng                 | 8                                  |  |  | 52                                 | Matthew Stevens                    | 10                                 |  |    | 52                                 | Matthew Stevens                    | 7                                  |
|  | 84                                  | Barry Pinches                       | 10                                  |  |  | 77                                 | Fraser Patrick                     | 6                                  |  |  | 20                                 | David Gilbert                      | 10                                 |  | 20 | David Gilbert                      | 10                                 |                                    |
|  | a                                   | Ross Bulman                         | 6                                   |  |  | 84                                 | Barry Pinches                      | 10                                 |  |  | 84                                 | Barry Pinches                      | 3                                  |  |    |                                    |                                    |                                    |
|  |                                     |                                     |                                     |  |  |                                    |                                    |                                    |  |  |                                    |                                    |                                    |  |    |                                    |                                    |                                    |
|  | 83                                  | John Astley                         | 10                                  |  |  | 78                                 | Craig Steadman                     | 8                                  |  |  | 19                                 | Anthony McGill                     | 10                                 |  |    |                                    |                                    |                                    |
|  | a                                   | Steven Hallworth                    | 9                                   |  |  | 83                                 | John Astley                        | 10                                 |  |  | 83                                 | John Astley                        | 9                                  |  |    | 19                                 | Anthony McGill                     | 10                                 |
|  | 110                                 | Himanshu Dinesh Jain                | 2                                   |  |  | 51                                 | Ben Woollaston                     | 10                                 |  |  | 46                                 | Cao Yupeng                         | 10                                 |  | 46 | Cao Yupeng                         | 6                                  |                                    |
|  | a                                   | Daniel Wells                        | 10                                  |  |  | a                                  | Daniel Wells                       | 6                                  |  |  | 51                                 | Ben Woollaston                     | 6                                  |  |    |                                    |                                    |                                    |
|  |                                     |                                     |                                     |  |  |                                    |                                    |                                    |  |  |                                    |                                    |                                    |  |    |                                    |                                    |                                    |
|  | 94                                  | Marco Fu                            | 5                                   |  |  | 67                                 | Jimmy White                        | 4                                  |  |  | 30                                 | Noppon Saengkham                   | 10                                 |  |    |                                    |                                    |                                    |
|  | a                                   | Martin O'Donnell                    | 10                                  |  |  | a                                  | Martin O'Donnell                   | 10                                 |  |  | a                                  | Martin O'Donnell                   | 6                                  |  |    | 30                                 | Noppon Saengkham                   | 10                                 |
|  | 99                                  | Andres Petrov                       | 7                                   |  |  | 62                                 | Zhang Anda                         | 10                                 |  |  | 35                                 | Xiao Guodong                       | 5                                  |  | 62 | Zhang Anda                         | 9                                  |                                    |
|  | a                                   | Stan Moody                          | 10                                  |  |  | a                                  | Stan Moody                         | 3                                  |  |  | 62                                 | Zhang Anda                         | 10                                 |  |    |                                    |                                    |                                    |
|  |                                     |                                     |                                     |  |  |                                    |                                    |                                    |  |  |                                    |                                    |                                    |  |    |                                    |                                    |                                    |
|  | 102                                 | Jamie O'Neill                       | 10                                  |  |  | 59                                 | Andy Hicks                         | 10                                 |  |  | 38                                 | Graeme Dott                        | 10                                 |  |    |                                    |                                    |                                    |
|  | a                                   | Bulcsú Révész                       | 5                                   |  |  | 102                                | Jamie O'Neill                      | 7                                  |  |  | 59                                 | Andy Hicks                         | 6                                  |  |    | 38                                 | Graeme Dott                        | 6                                  |
|  | 91                                  | Dean Young                          | 5                                   |  |  | 70                                 | Peter Lines                        | 10                                 |  |  | 27                                 | Matthew Selt                       | 10                                 |  | 27 | Matthew Selt                       | 10                                 |                                    |
|  | a                                   | Haydon Pinhey                       | 10                                  |  |  | a                                  | Haydon Pinhey                      | 6                                  |  |  | 70                                 | Peter Lines                        | 7                                  |  |    |                                    |                                    |                                    |
|  |                                     |                                     |                                     |  |  |                                    |                                    |                                    |  |  |                                    |                                    |                                    |  |    |                                    |                                    |                                    |
|  | 107                                 | Mohamed Ibrahim                     | 6                                   |  |  | 54                                 | Mark Joyce                         | 10                                 |  |  | 43                                 | Thepchaiya Un-Nooh                 | 10                                 |  |    |                                    |                                    |                                    |
|  |                                     | Anton Kazakov                       | 10                                  |  |  |                                    | Anton Kazakov                      | 3                                  |  |  | 54                                 | Mark Joyce                         | 5                                  |  |    | 43                                 | Thepchaiya Un-Nooh                 | 9                                  |
|  | 86                                  | Dylan Emery                         | 10                                  |  |  | 75                                 | Ian Burns                          | 10                                 |  |  | 22                                 | Ricky Walden                       | 10                                 |  | 22 | Ricky Walden                       | 10                                 |                                    |
|  | a                                   | Ma Hai Long                         | 4                                   |  |  | 86                                 | Dylan Emery                        | 9                                  |  |  | 75                                 | Ian Burns                          | 6                                  |  |    |                                    |                                    |                                    |
|  |                                     |                                     |                                     |  |  |                                    |                                    |                                    |  |  |                                    |                                    |                                    |  |    |                                    |                                    |                                    |
|  | 87                                  | Michael Judge                       | 2                                   |  |  | 74                                 | Si Jiahui                          | 10                                 |  |  | 23                                 | Tom Ford                           | 5                                  |  |    |                                    |                                    |                                    |
|  | a                                   | Florian Nuessle                     | 10                                  |  |  | a                                  | Florian Nuessle                    | 7                                  |  |  | 74                                 | Si Jiahui                          | 10                                 |  |    | 74                                 | Si Jiahui                          | 10                                 |
|  | 106                                 | Asjad Iqbal                         | 10                                  |  |  | 55                                 | Dominic Dale                       | 10                                 |  |  | 42                                 | Jordan Brown                       | 10                                 |  | 42 | Jordan Brown                       | 7                                  |                                    |
|  |                                     | Jenson Kendrick                     | 3                                   |  |  | 106                                | Asjad Iqbal                        | 6                                  |  |  | 55                                 | Dominic Dale                       | 7                                  |  |    |                                    |                                    |                                    |
|  |                                     |                                     |                                     |  |  |                                    |                                    |                                    |  |  |                                    |                                    |                                    |  |    |                                    |                                    |                                    |
|  | 90                                  | Aaron Hill                          | 10                                  |  |  | 71                                 | Michael White                      | 3                                  |  |  | 26                                 | Chris Wakelin                      | 10                                 |  |    |                                    |                                    |                                    |
|  | a                                   | Baipat Siripaporn                   | 3                                   |  |  | 90                                 | Aaron Hill                         | 10                                 |  |  | 90                                 | Aaron Hill                         | 2                                  |  |    | 26                                 | Chris Wakelin                      | 8                                  |
|  | 103                                 | Allan Taylor                        | 10                                  |  |  | 58                                 | Wu Yize                            | 10                                 |  |  | 39                                 | Tian Pengfei                       | 2                                  |  | 58 | Wu Yize                            | 10                                 |                                    |
|  | a                                   | Filips Kalniņš                      | 0                                   |  |  | 103                                | Allan Taylor                       | 7                                  |  |  | 58                                 | Wu Yize                            | 10                                 |  |    |                                    |                                    |                                    |
|  |                                     |                                     |                                     |  |  |                                    |                                    |                                    |  |  |                                    |                                    |                                    |  |    |                                    |                                    |                                    |
|  | 98                                  | Muhammad Asif                       | 2                                   |  |  | 63                                 | Stuart Carrington                  | 5                                  |  |  | 34                                 | Fan Zhengyi                        | 10                                 |  |    |                                    |                                    |                                    |
|  | a                                   | Iulian Boiko                        | 10                                  |  |  | a                                  | Iulian Boiko                       | 10                                 |  |  | a                                  | Iulian Boiko                       | 8                                  |  |    | 34                                 | Fan Zhengyi                        | 10                                 |
|  | 95                                  | Alfie Burden                        | 10                                  |  |  | 66                                 | Alexander Ursenbacher              | 7                                  |  |  | 31                                 | Stephen Maguire                    | 10                                 |  | 31 | Stephen Maguire                    | 6                                  |                                    |
|  |                                     | Rebecca Kenna                       | 3                                   |  |  | 95                                 | Alfie Burden                       | 10                                 |  |  | 95                                 | Alfie Burden                       | 4                                  |  |    |                                    |                                    |                                    |
|  |                                     |                                     |                                     |  |  |                                    |                                    |                                    |  |  |                                    |                                    |                                    |  |    |                                    |                                    |                                    |
|  | 111                                 | Adam Duffy                          | 10                                  |  |  | 50                                 | Jak Jones                          | 10                                 |  |  | 47                                 | Robbie Williams                    | 9                                  |  |    |                                    |                                    |                                    |
|  | a                                   | Billy Joe Castle                    | 8                                   |  |  | 111                                | Adam Duffy                         | 6                                  |  |  | 50                                 | Jak Jones                          | 10                                 |  |    | 50                                 | Jak Jones                          | 10                                 |
|  | 82                                  | David Lilley                        | 10                                  |  |  | 79                                 | Gerard Greene                      | 9                                  |  |  | 18                                 | Barry Hawkins                      | 10                                 |  | 18 | Barry Hawkins                      | 8                                  |                                    |
|  | a                                   | Rory McLeod                         | 7                                   |  |  | 82                                 | David Lilley                       | 10                                 |  |  | 82                                 | David Lilley                       | 4                                  |  |    |                                    |                                    |                                    |

## Centuries

### Tournoi principal
Un total de 85  centuries a été réalisé pendant les phases finales.
- 147, 134, 131, 123, 112, 112, 110, 109, 103, 103, 100  Mark Selby
- 147, 133, 120, 108, 102  Kyren Wilson
- 146, 146, 138, 123, 100  Neil Robertson
- 143  Ali Carter
- 141, 128, 117, 113,113, 112, 108, 103,101, 100   Luca Brecel
- 138, 124, 122, 100, 100  Jak Jones
- 137, 136, 134, 128, 124, 114, 102  John Higgins
- 137, 126, 101  Mark Allen
- 134, 108, 103  Stuart Bingham
- 134  Ding Junhui
- 133  Pang Junxu
- 132, 125, 122, 120, 106, 105, 103, 102  Si Jiahui
- 131, 120, 102  Shaun Murphy
- 131, 109  Gary Wilson
- 130, 124, 119, 112, 110  Anthony McGill
- 130  Noppon Saengkham
- 128, 116, 107, 102  Ronnie O'Sullivan
- 123  Matthew Selt
- 122, 117  Hossein Vafaei
- 122, 110  Fan Zhengyi
- 121  David Gilbert
- 119, 102  Jack Lisowski
- 118, 113  Mark Williams
- 107, 107  Wu Yize

### Qualifications
Un total de 133 centuries a été réalisé pendant les tours qualificatifs.
- 146  Ryan Day
- 145, 142, 131, 130, 123, 117, 105  Thepchaiya Un-Nooh
- 143, 132  Joe Perry
- 140, 111, 102  Oliver Lines
- 140, 111  Barry Pinches
- 140, 105, 101, 100  Wu Yize
- 140  Sean O'Sullivan
- 138, 135, 117, 111  Elliot Slessor
- 137, 128  Lei Peifan
- 137  Ken Doherty
- 137  Ross Muir
- 136, 116, 106, 102  Louis Heathcote
- 136, 106  Anthony McGill
- 136  Ben Mertens
- 133, 125, 119, 109  David Lilley
- 133, 107  Yuan Sijun
- 132  Fergal O'Brien
- 131, 129  Alexander Ursenbacher
- 131, 102, 101  Fan Zhengyi
- 130, 116, 103, 101, 101  Ricky Walden
- 130, 115, 103  David Gilbert
- 130  Dylan Emery
- 129, 124, 113  Dominic Dale
- 129, 103  Lü Haotian
- 128, 127, 125, 119, 108  John Astley
- 127, 127, 125, 102, 100  Zhang Anda
- 127, 116  Haydon Pinhey
- 127  Andy Hicks
- 126, 115, 102  Si Jiahui
- 126, 100  Iulian Boiko
- 125, 106  Andrew Higginson
- 125  Marco Fu
- 124, 105  Ian Burns
- 122  Sanderson Lam
- 121, 120  David Grace
- 120  Craig Steadman
- 117  Noppon Saengkham
- 117  Matthew Stevens
- 116, 104, 103  Zhou Yuelong
- 115, 101, 101, 100  Jak Jones
- 115  Ng On-yee
- 115  Hossein Vafaei
- 114  Ross Bulman
- 113  Jamie Clarke
- 111  Scott Donaldson
- 110  Stan Moody
- 110  Allan Taylor
- 109  Matthew Selt
- 106, 104  Jamie O'Neill
- 106, 103  Aaron Hill
- 106, 102  Jackson Page
- 106, 100  Chris Wakelin
- 106  Ben Woollaston
- 105, 101  Joe O'Connor
- 105, 101  Xu Si
- 105  Asjad Iqbal
- 104, 104  Mark Davis
- 104, 102  Pang Junxu
- 102  Stephen Hendry
- 102  George Pragnell
- 102  Liam Pullen
- 101, 100  Robbie Williams
- 101  Liam Graham
- 101  Andres Petrov
- 100  James Cahill
- 100  Gao Yang
- 100  Mink Nutcharut
- 100  Dechawat Poomjaeng
- 100  Daniel Wells

## Participants par pays
| Finale          | 1  | 1 | -  | - | - | -  | - | - | - | Aucun représentant dans le tournoi principal | Aucun représentant dans le tournoi principal | Aucun représentant dans le tournoi principal | Aucun représentant dans le tournoi principal | Aucun représentant dans le tournoi principal | Aucun représentant dans le tournoi principal | Aucun représentant dans le tournoi principal | Aucun représentant dans le tournoi principal | Aucun représentant dans le tournoi principal | Aucun représentant dans le tournoi principal | Aucun représentant dans le tournoi principal | Aucun représentant dans le tournoi principal | Aucun représentant dans le tournoi principal | Aucun représentant dans le tournoi principal | Aucun représentant dans le tournoi principal | 2  |
| Demi-finales    | 1  | 1 | 1  | 1 | - | -  | - | - | - | Aucun représentant dans le tournoi principal | Aucun représentant dans le tournoi principal | Aucun représentant dans le tournoi principal | Aucun représentant dans le tournoi principal | Aucun représentant dans le tournoi principal | Aucun représentant dans le tournoi principal | Aucun représentant dans le tournoi principal | Aucun représentant dans le tournoi principal | Aucun représentant dans le tournoi principal | Aucun représentant dans le tournoi principal | Aucun représentant dans le tournoi principal | Aucun représentant dans le tournoi principal | Aucun représentant dans le tournoi principal | Aucun représentant dans le tournoi principal | Aucun représentant dans le tournoi principal | 4  |
| Quart de finale | 2  | 1 | 1  | 1 | 2 | 1  | - | - | - | Aucun représentant dans le tournoi principal | Aucun représentant dans le tournoi principal | Aucun représentant dans le tournoi principal | Aucun représentant dans le tournoi principal | Aucun représentant dans le tournoi principal | Aucun représentant dans le tournoi principal | Aucun représentant dans le tournoi principal | Aucun représentant dans le tournoi principal | Aucun représentant dans le tournoi principal | Aucun représentant dans le tournoi principal | Aucun représentant dans le tournoi principal | Aucun représentant dans le tournoi principal | Aucun représentant dans le tournoi principal | Aucun représentant dans le tournoi principal | Aucun représentant dans le tournoi principal | 8  |
| 2e tour         | 7  | 1 | 1  | 1 | 2 | 2  | 1 | 1 | - | Aucun représentant dans le tournoi principal | Aucun représentant dans le tournoi principal | Aucun représentant dans le tournoi principal | Aucun représentant dans le tournoi principal | Aucun représentant dans le tournoi principal | Aucun représentant dans le tournoi principal | Aucun représentant dans le tournoi principal | Aucun représentant dans le tournoi principal | Aucun représentant dans le tournoi principal | Aucun représentant dans le tournoi principal | Aucun représentant dans le tournoi principal | Aucun représentant dans le tournoi principal | Aucun représentant dans le tournoi principal | Aucun représentant dans le tournoi principal | Aucun représentant dans le tournoi principal | 16 |
| 1er tour        | 17 | 1 | 5  | 1 | 2 | 3  | 1 | 1 | 1 | Aucun représentant dans le tournoi principal | Aucun représentant dans le tournoi principal | Aucun représentant dans le tournoi principal | Aucun représentant dans le tournoi principal | Aucun représentant dans le tournoi principal | Aucun représentant dans le tournoi principal | Aucun représentant dans le tournoi principal | Aucun représentant dans le tournoi principal | Aucun représentant dans le tournoi principal | Aucun représentant dans le tournoi principal | Aucun représentant dans le tournoi principal | Aucun représentant dans le tournoi principal | Aucun représentant dans le tournoi principal | Aucun représentant dans le tournoi principal | Aucun représentant dans le tournoi principal | 32 |
| Qualifications  |    |   |    |   |   |    |   |   |   |                                              |                                              |                                              |                                              |                                              |                                              |                                              |                                              |                                              |                                              |                                              |                                              |                                              |                                              |                                              |    |
| 4e tour         | 12 | - | 8  | 1 | 4 | 4  | 1 | - | 2 | -                                            | -                                            | -                                            | -                                            | -                                            | -                                            | -                                            | -                                            | -                                            | -                                            | -                                            | -                                            | -                                            | -                                            | -                                            | 32 |
| 3e tour         | 32 | 1 | 12 | 1 | 4 | 8  | 1 | - | 2 | 2                                            | 1                                            | -                                            | -                                            | -                                            | -                                            | -                                            | -                                            | -                                            | -                                            | -                                            | -                                            | -                                            | -                                            | -                                            | 64 |
| 2e tour         | 33 | 2 | 5  | 1 | 3 | 10 | - | - | 1 | 2                                            | 2                                            | 1                                            | 1                                            | 1                                            | 1                                            | 1                                            | -                                            | -                                            | -                                            | -                                            | -                                            | -                                            | -                                            | -                                            | 64 |
| 1er tour        | 26 | 1 | 3  | - | 4 | 4  | - | 1 | 3 | 5                                            | 2                                            | 3                                            | 1                                            | 1                                            | -                                            | -                                            | 3                                            | 1                                            | 1                                            | 1                                            | 1                                            | 1                                            | 1                                            | 1                                            | 64 |

Statistiques récapitulatives : sur un total de 144 participants,
 * 65 (45 %) sont Anglais ; si l'on ajoute les 14 Gallois, les 10 Écossais et les 3 Nord-Irlandais, 
 * 92 (64 %) sont Britanniques.
 * 17 de la fédération de Chine et 3 de celle de Hong-Kong donnent 20 (14%) Chinois. 
 * 32 (22 %) sont originaires du reste de monde.